# 阿南信用金庫
阿南信用金庫（あなんしんようきんこ）は、徳島県阿南市富岡町に本店を置く信用金庫。

## 沿革
- 1948年5月6日 - 富岡商工業協同組合として設立。
- 1949年11月26日 - 那賀商工業協同組合に改称。
- 1950年2月24日 - 那賀信用組合に改組。
- 1952年5月8日 - 信用金庫法により那賀信用金庫に改組。
- 1962年7月3日 - 阿南信用金庫に改称。
- 2008年10月1日 - 信金大阪共同事務センターに加盟する四国内の9信用金庫[1]において、ATM相互入出金手数料を完全無料化。

## 店舗
全店舗とも阿南市内。

### かつて存在した店舗
- 椿泊出張所（1955年7月開設 - 1974年7月）
- 椿泊支店（1974年7月 - 1995年1月廃止）
- 古庄支店（1959年7月開設 - 2000年10月廃止）
- 橘支店（1974年12月開設 - 2012年8月廃止）